# 優波慧
優波 慧（ゆうなみ けい、6月7日 - ）は、元宝塚歌劇団花組の男役スター。
東京都大田区、田園調布雙葉高等学校出身。身長170cm。愛称は「ゆーなみ」、「おにい」。

## 来歴
2008年、宝塚音楽学校入学。
2010年、宝塚歌劇団に96期生として入団。入団時の成績は4番。月組公演「THE SCARLET PIMPERNEL」で初舞台。その後、花組に配属。
2016年の「ME AND MY GIRL」で、綺城ひか理とダブルキャストで新人公演初主演。新人公演最終学年となる入団7年目での抜擢となった。
2022年2月6日、柚香光・星風まどかトップコンビ大劇場お披露目となる「元禄バロックロック／The Fascination!」東京公演千秋楽をもって、宝塚歌劇団を退団。
退団後は本名でセレクトショップにスタッフとして勤務している。

## 宝塚歌劇団時代の主な舞台

### 初舞台
- 2010年4 - 5月、月組『THE SCARLET PIMPERNEL（スカーレット ピンパーネル）』（宝塚大劇場のみ）

### 花組時代
- 2010年7 - 10月、『麗しのサブリナ』『EXCITER!!』
- 2010年11 - 12月、『CODE HERO／コード・ヒーロー』（バウホール・日本青年館） - トーマス
- 2011年2 - 4月、『愛のプレリュード』 - 新人公演：ルイス・グレイ（本役：大河凜）『Le Paradis!!（ル パラディ）』
- 2011年6 - 9月、『ファントム』 - 団員男、新人公演：従者／若かりし頃のキャリエール（本役：朝夏まなと／華形ひかる）
- 2011年10 - 11月、『カナリア』（ドラマシティ・日本青年館）
- 2012年1 - 3月、『復活-恋が終わり、愛が残った-』 - 新人公演：ミハイロフ警備隊長（本役：望海風斗）『カノン』
- 2012年4 - 5月、『長い春の果てに』『カノン』（全国ツアー）
- 2012年7 - 10月、『サン＝テグジュペリ』 - 新人公演：アルベール（本役：芹香斗亜）『CONGA!!』
- 2012年11 - 12月、蘭寿とむコンサート『Streak of Light-一筋の光…-』（日本青年館・ドラマシティ）
- 2013年2 - 5月、『オーシャンズ11』 - ソムリエ、新人公演：ライナス・コールドウェル（本役：芹香斗亜）
- 2013年6 - 7月、『戦国BASARA』（東急シアターオーブ）
- 2013年8 - 11月、『愛と革命の詩（うた）-アンドレア・シェニエ-』 - シャルル=ミシェル・ド・ラ・サブリエール、新人公演：マリー=ジョゼフ・シェニエ（本役：華形ひかる）『Mr. Swing!』[8]
- 2014年2 - 5月、『ラスト・タイクーン -ハリウッドの帝王、不滅の愛-』 - エリック、新人公演：ワイリー・ホワイト（本役：芹香斗亜）『TAKARAZUKA ∞ 夢眩』
- 2014年6 - 7月、『ノクターン-遠い夏の日の記憶-』（バウホール） - マイダーノフ
- 2014年8 - 11月、『エリザベート-愛と死の輪舞（ロンド）-』 - 黒天使、新人公演：ルドルフ（本役：芹香斗亜／柚香光）
- 2015年1月、『Ernest in Love』（東京国際フォーラム） - ロンドン市民／農民／召使い
- 2015年3 - 6月、『カリスタの海に抱かれて』 - 新人公演：ロベルト・ゴルジ（本役：芹香斗亜）『宝塚幻想曲（タカラヅカ ファンタジア）』
- 2015年7 - 8月、『ベルサイユのばら-フェルゼンとマリー・アントワネット編-』 - アルマン／農民『宝塚幻想曲（タカラヅカ ファンタジア）』（梅田芸術劇場・台北国家戯劇院）[8]
- 2015年10 - 12月、『新源氏物語』 - 良清、新人公演：惟光（本役：芹香斗亜）『Melodia-熱く美しき旋律-』
- 2016年2 - 3月、『Ernest in Love』（梅田芸術劇場・中日劇場） - ピアノ教師／農民／召し使い
- 2016年4 - 7月、『ME AND MY GIRL』 - 仲買人／電報配達の男、新人公演：ウイリアム・スナイブスン（ビル）（本役：明日海りお） 新人公演初主演[注釈 1][6][7][8]
- 2016年9月、『仮面のロマネスク』 - アゾラン『Melodia-熱く美しき旋律-』（全国ツアー）
- 2016年11 - 2017年2月、『雪華抄（せっかしょう）』『金色（こんじき）の砂漠』 - 賊の男ラージ、新人公演：奴隷ピピ（本役：英真なおき）
- 2017年6 - 8月、『邪馬台国の風』 - ユズリハ『Santé!!』
- 2017年10月、『ハンナのお花屋さん-Hanna's Florist-』（TBS赤坂ACTシアター） - トーマス・ルイク[8]
- 2018年1 - 3月、『ポーの一族』 - グレンスミス／ジャック
- 2018年5月、『あかねさす紫の花』 - 佐伯連子麻呂『Sante!!』（博多座）
- 2018年7 - 10月、『MESSIAH（メサイア）-異聞・天草四郎-』 - 渡辺佐太郎『BEAUTIFUL GARDEN-百花繚乱-』
- 2018年11 - 12月、『Delight Holiday』（舞浜アンフィシアター）
- 2019年2 - 4月、『CASANOVA』 - バルボ・トマシ
- 2019年6 - 7月、『花より男子』（TBS赤坂ACTシアター） - 美作あきら[8]
- 2019年6月、『恋スルARENA』（横浜アリーナ）[注釈 2]
- 2019年8 - 11月、『A Fairy Tale -青い薔薇の精-』 - ケヴィン・グリフィス『シャルム!』
- 2020年1月、『DANCE OLYMPIA』（東京国際フォーラム） - オリンピアのダンサー
- 2020年7 - 11月、『はいからさんが通る』 - 印念中佐
- 2021年1 - 2月、『PRINCE OF ROSES-王冠に導かれし男-』（バウホール） - グロスター公／リチャード3世[8]
- 2021年4 - 7月、『アウグストゥス-尊厳ある者-』 - カッシウス『Cool Beast!!』[3]
- 2021年8 - 9月、『哀しみのコルドバ』 - フェリーペ・マルティン『Cool Beast!!』（全国ツアー）[3][8]
- 2021年11 - 2022年2月、『元禄バロックロック』 - ヨシヤス『The Fascination（ザ ファシネイション）!』 退団公演[8][2]

### 出演イベント
- 2013年11月、明日海りおディナーショー『ASUMIC ADVANCE』[9]
- 2016年4月、『ME AND MY GIRL』前夜祭
- 2017年4月、星条海斗ディナーショー『MASQUERADE』[10]
- 2017年12月、タカラヅカスペシャル2017『ジュテーム・レビュー-モン・パリ誕生90周年-』
- 2018年12月、タカラヅカスペシャル2018『Say! Hey! Show Up!!』
- 2019年12月、タカラヅカスペシャル2019『Beautiful Harmony』
- 2021年5月、瀬戸かずやスペシャルライブ『Gracias!!』[11]